# أليكس سكوت (لاعب كرة قدم، مواليد 2003)
أليكس جاي سكوت (بالإنجليزية: Alex Jay Scott؛ مواليد 21 أغسطس 2003) هو لاعب كرة قدم إنجليزي يلعب كلاعب خط وسط لنادي بورنموث في الدوري الإنجليزي الممتاز. ولد سكوت في غرينزي، ويمثل إنجلترا على مستوى الشباب.